# Andreas Biermann
Andreas Biermann (Berlín, 13 de septiembre de 1980 - ibídem, 18 de julio de 2014) fue un futbolista alemán que jugaba en la demarcación de defensa.

## Biografía
Se formó en las filas juveniles del Hertha de Berlín, hasta que en 1999 subió al equipo filial, debutando como futbolista profesional en la Regionalliga Nordost. Tras un breve paso por el RSV Göttingen 05, en 2002 se fue traspasado al Chemnitzer FC por dos temporadas. También jugó en el MSV Neuruppin, 1. FC Union Berlin y Tennis Borussia Berlin. Desde 2008 hasta 2010 militó en las filas del FC St. Pauli, durante este tiempo comenzó jugando en el filial, pero terminó ascendiendo al primer equipo, con el que estuvo hasta final de temporada. jugando un total de 33 partidos entre ambos clubes. FInalmente jugó en el FC Spandau 06 y en el FSV Spandauer Kickers, último club en el que jugó.

## Muerte
El 19 de noviembre de 2009 anunció que sufrió una depresión, tras intentar suicidarse un mes antes. Posteriormente fue hospitalizado y recibió tratamiento. Finalmente el 18 de julio de 2014 acabó suicidándose a los 33 años de edad.

## Clubes
| Club                   | País     | Año         | Partidos | Goles |
| ---------------------- | -------- | ----------- | -------- | ----- |
| Hertha de Berlín II    | Alemania | 1999 - 2000 | 35       | 2     |
| RSV Göttingen 05       | Alemania | 2000 - 2001 | 18       | 1     |
| Chemnitzer FC          | Alemania | 2002 - 2004 | 39       | 1     |
| MSV Neuruppin          | Alemania | 2005 - 2006 | 45       | 8     |
| 1. FC Union Berlin     | Alemania | 2006 - 2007 | 29       | 2     |
| Tennis Borussia Berlin | Alemania | 2007        | 8        | 1     |
| FC St. Pauli II        | Alemania | 2008 - 2010 | 10       | 0     |
| FC St. Pauli           | Alemania | 2008 - 2010 | 23       | 0     |
| FC Spandau 06          | Alemania | 2011 - 2013 | 3        | 1     |
| FSV Spandauer Kickers  | Alemania | 2013 - 2014 | ¿?       | ¿?    |